# Tschadsee (Antarktika)
Der  Tschadsee (englisch Lake Chad) ist ein kleiner See im ostantarktischen Viktorialand. Im Taylor Valley liegt er östlich der Mündung des Suessgletschers und westlich des Hoaresees.
Die vom australischen Geologen Thomas Griffith Taylor (1880–1963) geleitete Westgruppe der Terra-Nova-Expedition (1910–1913) unter der Leitung des britischen Polarforschers Robert Falcon Scott kartierte ihn im Frühjahr 1911 und benannte ihn nach dem Tschadsee in Afrika.
Der See bedeckt eine Fläche von etwa 0,15 km² und erreicht eine Maximaltiefe von 5,5 m bei einer Länge von etwa 1000 m und einer Breite von rund 230 m.